# Государственная премия Украины в области науки и техники
Госуда́рственная пре́мия Украи́ны в о́бласти нау́ки и те́хники (укр. Державна премія України в галузі науки і техніки) — ежегодная государственная награда Украины, присуждаемая за достижения в науке и технике.
Учреждена постановлением Центрального комитета Коммунистической партии Украины и Совета Министров УССР от 23 апреля 1969 года как Государственная премия УССР в области науки и техники.
15 мая 2021 года премия была заменена на Национальную премию Украины имени Бориса Патона (укр. Національна премія України імені Бориса Патона).

## Порядок присуждения премии
Премия присуждается:
- за выдающиеся научные исследования, которые способствуют дальнейшему развитию гуманитарных, естественных, технических наук, позитивно влияют на общественный прогресс и утверждают высокий авторитет отечественной науки в мире;
- за разработку и внедрение новой техники, материалов и технологий, новых способов и методов лечения и профилактики заболеваний, отвечающих уровню мировых достижений;
- за работы, представляющие значительный вклад в решение проблем охраны окружающей среды и обеспечения экологической безопасности;
- за создание учебников для средних общеобразовательных, профессионально-технических и высших учебных заведений, отвечающих современным требованиям и способствующих эффективному овладению знаниями, существенно влияют на улучшение подготовки будущих специалистов.

На соискание Государственной премии могут выдвигаться научные работы и учебники, опубликованные в законченном виде не менее, чем за год до их выдвижения, а также освоенные в производстве работы в области техники, материалов, технологий.
Ежегодно присуждается до пятнадцати (до 2016 года — двадцать) Государственных премий, в том числе до четырёх — за работы, составляющие государственную тайну. Указ о присуждении премий в советское время был приурочен к 25 декабря — дню установления Советской власти на Украине. В годы независимости до конца 2016 года указ о присуждении премий был приурочен к 1 декабря — дню годовщины референдума о независимости Украины. Начиная с 2017 года премии присуждаются к Дню науки Украины (третья суббота мая), указ о присуждении премий издаётся за две недели до этого дня.
Размер Государственной премии устанавливается ежегодно Президентом Украины; в 2016 году (для лауреатов премии за 2015 год) этот размер составлял 250 тысяч гривен для каждого авторского коллектива. Премия не облагается налогом на доходы для физических лиц. Лауреаты премии имеют право на пенсию за особые заслуги перед Украиной, эта пенсия представляет собой надбавку к обычной пенсии в размере 23 процентов прожиточного минимума для нетрудоспособных лиц.
Выдвижение работ на соискание Государственной премии проводится учреждениями Национальной академии наук Украины, Академии медицинских наук Украины, Украинской академии аграрных наук, Академии педагогических наук Украины, Академии правовых наук Украины, руководящими органами общественных научных и научно-технических организаций, коллегиями министерств, других центральных органов исполнительной власти, научно-техническими и учёными советами научных организаций, высших учебных заведений с обеспечением широкой гласности.
Выдвижение учебников на соискание Государственной премии производится коллегией Министерства образования и науки Украины.
Коллектив соискателей, работа которого выдвигается на соискание Государственной премии, не может превышать восьми (до 2016 года — десяти) человек и должен включать тех лиц, которые были непосредственными участниками выполнения работы и творческий вклад которых является наиболее выдающимся.
Отбор кандидатов в состав коллектива соискателей, работа которого выдвигается на соискание Государственной премии, осуществляется по месту их работы путём тайного голосования.
Не допускается включение в коллектив соискателей лиц, выполнявших только административные, консультационные или организаторские функции.

## Описание нагрудного знака лауреата премии

### Современный вид
- Нагрудный знак лауреата Государственной премии Украины в области науки и техники изготовляется из позолоченного томпака и имеет форму круглой медали диаметром 25 мм.
- На лицевой стороне изображена раскрытая книга на фоне шестерни, над которой размещено стилизованное изображение атома. По кругу изображение обрамлено венком с колосками пшеницы.
- Все изображения рельефные. Медаль имеет бортик.
- На обратной стороне медали размещено изображение Знака Княжеской Державы Владимира Великого, под которым — надпись «Лауреат Державної премії України в галузі науки і техніки» и выгравированный порядковый номер нагрудного знака.
- С помощью кольца с ушком медаль соединяется с колодкой, имеющей форму прямоугольной металлической пластинки высотой 15 мм и шириной 25 мм. Верхняя и нижняя части колодки имеют прорези, через которые поверхность колодки обтянута шёлковой муаровой лентой с полосками синего и жёлтого цветов.
- На обратной стороне колодки — застёжка для прикрепления нагрудного знака к одежде.

### Вид знака, выдававшегося в советское время

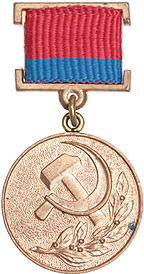
Знак лауреата Государственной премии УССР. Лицевая сторона

До распада СССР лауреатам двух из трёх видов госпремий УССР — Государственной премии Украинской ССР в области науки и техники и Государственной премии Украинской ССР для передовиков социалистического соревнования за выдающиеся достижения в труде (впоследствии переименована в Госпремию за выдающиеся достижения в труде и научно-техническом творчестве) — присваивалось одинаковое звание лауреата Государственной премии УССР и вручался одинаковый знак.
Почётный знак лауреата Государственной премии Украинской ССР изготовлялся из томпака с последующим золочением и электрополировкой. Он имел форму правильного круга диаметром 25 мм с выпуклым бортиком вдоль внешнего края лицевой и обратной стороны. На лицевой стороне, в центре верхней части круга, было размещено барельефное изображение серпа и молота, а в нижней части справа — барельефное изображение лавровой ветви. На обратной стороне знака размещалась выпуклая надпись в 5 строк: «Лауреат Державної премії Української РСР». После надписи находилась черта, под которой — выпуклый номерной знак. Цифры номера гравировались. Знак с помощью кольца с ушком соединялся с фигурной колодкой, имевшей две боковые щели для закрепления красно-лазурной муаровой ленты, которая символизировала цвета государственного флага УССР. Соотношение ширин красного и лазурного цвета — 2:1. Почётный знак прикреплялся к одежде с помощью горизонтальной шпильки, закреплённой на обратной стороне колодки.